# Nm (UNIX)
nmは、UNIXや類似のオペレーティングシステムに存在するコマンドであり、バイナリファイル（ライブラリ、実行ファイル、オブジェクトファイル）の中身を調べ、そこに格納されているシンボルテーブルなどの情報を表示する。デバッグに使われることが多く、識別子の名前の衝突問題やC++の名前修飾の問題を解決する際に補助として用いられる。
GNUプロジェクトでは、高機能のnmプログラムをGNU Binutilsパッケージの一部として提供している。このnmコマンドは他のツールと同様に特定のコンピュータ・アーキテクチャとバイナリフォーマット向けにコンパイルされているので、セキュリティ専門家は疑わしいバイナリファイルを調査するためにネイティブでないnmコマンドを事前に取り揃えておくことが多い。